# 蒂姆·布鲁
蒂莫西·布鲁（英語：Timothy Breaux，1970年9月19日—），美国NBA联盟前职业篮球运动员。